# Alejo y Valentina
Alejo y Valentina es una serie de animación web y de televisión para adultos argentina. Emitida originalmente a través de internet y luego también por la cadena MTV, es desarrollada en Macromedia Flash por Alejandro Szykula, más conocido como «El LoCo», quien interpreta las voces de la gran mayoría de sus personajes.
La serie animada comenzó en la página web LoCoARTS, con 10 capítulos muy cortos, generalmente de 5 minutos o menos cada uno, y luego llegó a MTV Latinoamérica, donde tuvo 4 temporadas que en total suman 53 capítulos de 24 min cada uno. Los primeros capítulos de la web LoCoArts fueron creados y animados por Alejandro Szykula pero cuando la serie llega a MTV se incorporan Pablo Zimmerma y Adrián Peralta, ambos como coautores de la serie, y específicamente Pablo Zimmerman como productor general y Adrián Peralta como director, dibujante y guionista. Además contó con un equipo de realización: dos guionistas, Paula Llompart y Martin Urquijo; y un equipo de animadores liderados por Julián Castro, Marcos de Cousandier y Camilo Rodríguez como directores de animación. Este equipo fue el encargado de realizar los 53 capítulos de MTV. En el 2010 la serie deja de realizarse luego de la cuarta temporada y por 9 años no se hacen nuevos capítulos. Esta serie es parecida a South Park, en un apartado artístico y humorístico. 
En 2017 Alejandro Szykula realizó tres cortos animados nuevos de Alejo y Valentina para Youtube en los que se cuenta que Alejo y Valentina estuvieron en la Luna todos esos años y regresan a pedido del público. En estos capítulos se presenta al hijo de Alejo y Valentina llamado Robert. Pero luego de esos tres cortos no se continua esa historia y no se realizarán nuevos capítulos hasta que en 2020 se vuelve a reunir el equipo original de MTV (Pablo Zimmerman, Adrián Peralta, Julián Castro, Marcos de Cousandier, Camilo Rodríguez, Paula Llompart, Martin Urquijo y la incorporación de Viviana Marchetti como guionista) para hacer dos nuevas temporadas para una nueva plataforma de contenidos llamada Flixxo.

## Argumento
La serie está ambientada principalmente en Argentina, en «Papapipa» (una ciudad ficticia). Alejo y Valentina son una pareja que vive en una casa muy alejada de la ciudad, completamente solos, hasta que un día aparece un nuevo personaje, «el Viejo del Bastón», un anciano de prominente barba y cabello gris que hace honor a su nombre llevando consigo un bastón de madera un tanto rústico. Sorpresivamente, hace aparición un personaje llamado Carlitox, el cual entra a la casa a mirar televisión. Mientras la serie se va desarrollando, se van añadiendo nuevos personajes como Gregory, Matías, Ricardo, el Negro, Panchita y La Vieja, entre otros.

## Personajes

### Alejo
Tiene 29 años, usa saco morado y pantalón gris, y mide 1.80 m. Es el novio de Valentina y mejor amigo de Carlitox, El Viejo del Bastón, Gregory y Matías. Su piel es blanca, igual que la de Valentina. Se caracteriza por ser una persona que defiende a los demás si es por su conveniencia y por ser agresivo verbalmente en motivos y ocasiones absurdas. Es hincha de River Plate. También se caracteriza por hacer preguntas extrañas a cualquier persona, como por ejemplo «¿Vos sos Dios?». En el capítulo Alejo y Valentina contra Los muertos vivos, le pregunta a un solo zombi, «¿Vos sos los muertos vivos?». Otro ejemplo es «¿Cómo te llamás?» a Carlitox, ya que Alejo no se acuerda de su nombre. También suele, espontáneamente, ordenar una hamburguesa diciendo «La quiero con mayonesa, sin ketchup y con mostaza», o cada vez que pide algo de comer propone: "¿Y si vamos a comer comida?". Cuando se irrita se transforma en una parodia de Hulk. En el episodio El efecto Mariposón, en un futuro alterno, odia a Carlitox, ya nunca superó que Valentina escogiera a este y no a él. Alejo se tuvo que disfrazar y dejó a Valentina, lo que causó que Carlitox la llevara al baile del encanto en monopatín y posteriormente se enamoraran.

### Valentina
Tiene 29 años y mide 1.65 m. Es la novia de Alejo, mejor amiga de Carlitox, El Viejo del Bastón, Gregory y Matías. Se caracteriza por ser inexpresiva, simple y leal. Tiene un vestido largo rosado, muy ajustado y pelo negro. Está basada en una exnovia del autor. Le gustan los sándwiches (una de sus frases de cabecera es "Yo quiero un sánguche") y es hincha de Boca Juniors. En el capítulo "El efecto Mariposón", en un futuro alterno, es novia de Carlitox. Se enamoraron en el baile del encanto en monopatín cuando Carlitox hizo que Alejo se disfrazara en reemplazo de Gregory, causando que dejara a Valentina sin pareja para el baile, Carlitox se ofreció a acompañarla y posteriormente en el baile se enamoraron.

### Carlitox
Mejor amigo de ambos y también de El Viejo del Bastón, Gregory y Matías.Tiene 24 años y mide 1,60 m y tiene el pelo verde. Su frase típica es «Hola, vengo a...». Es hincha de Rosario Central, ya que el creador de la tira tenía un vecino que siempre que venía a su casa lo primero que decía era «hola, vengo a jugar» y era hincha del club rosarino (aunque según el episodio Alejo vs Baracus, el personaje había dicho que era socio del club Almagro). Sabe flotar, tiene visiones y posee un ovni, una cápsula para viajar capítulo por capítulo, un auto que viaja por el tiempo, un X-Wing, un Ferrari, una colección de espadas milenarias, una silla que camina sola, un detector de bares y un achicador de Colorines, entre otros extraños elementos. Todos estos son artefactos que guarda en su garaje y que nunca usa (lo que ocasiona que tenga que guardar su auto en el garaje de un estudio de televisión, por falta de espacio). En ocasiones se comporta de manera absurda y en otras es el único que razona. En el primer capítulo, solo dice un par de líneas sin importancia, pero en los siguientes empieza a ganar protagonismo. Vive con su madre, según el episodio Alejo y Valentina contra los muertos vivos. Su padre fue un soldado que murió en la guerra de las Malvinas y conoció a El Viejo del Bastón. Su nombre y forma de hablar provienen de un amigo de la infancia del autor. Es novio de Valentina en el episodio "El efecto Mariposón" por un corto periodo de tiempo y en un futuro alterno. Al hacer que Alejo se disfrazara en reemplazo de Gregory, Valentina se quedó sin pareja para el baile de "El encanto en monopatín", al que Alejo la había invitado. Carlitox la acompaña y allí se enamoran, causando que Alejo lo odie ya que nunca superó que Valentina escogiera a Carlitox en vez de a él.

### El Viejo del Bastón
Usualmente lleva una túnica larga gris, un bastón, pelo largo y plomo. Es el mejor amigo de Alejo, Valentina, Carlitox, Gregory y Matías. El autor ha confirmado que está basado en su difunto abuelo y que proviene de Sicilia, Italia al igual que el mismo. Casi siempre al final de cada frase dice la palabra «viteh». Muchas veces interpreta un papel de sabio. Una de sus cualidades es aparecer en sitios de manera repentina. Es hincha de Chacarita Juniors (según La Vieja y la Piedra (parte 3) (web), y Kill Rick (TV)). Su más reconocida frase es «Pero vo' so' loco, viteh» o «Guarda que ahí vienen los tipos, viteh». Siempre es rechazado por La vieja, ya que está de novia con El Bigotudo y siempre se repite la misma situación: Cuando el Viejo se le acerca ella le dice «No, dejame» y se va, y el Viejo dice «La tengo muerta, viteh». En Raíces, él cuenta su historia: fue creado por Dios antes de la creación de la tierra y le dijo a Dios «Hacé la luz, viteh», «Hacé el agua, viteh», después «Hacé la tierra, viteh», después «hace la gente, viteh» y cuando apareció una especie de cabra rosa, que aparentemente era Satanás, dijo, «Sacame el bicho, viteh».

### Gregory Ort
Bien intencionado, gordo y rubio, dice trabajar como cameraman y posee un bar llamado «El Bar de Gregory». Habla con voz afeminada y grave y tiende a hacer comentarios livianos e irrelevantes. Tiene problemas de incontinencia, es pesado y tiene dificultades de timidez con las chicas, especialmente con Panchita. Generalmente, cuando siente timidez o miedo, tiende a decir «Me cagué», tapándose los glúteos con ambas manos. Fue ganando protagonismo en la segunda temporada y convirtiéndose en uno de los protagonistas principales en la tercera. Suele vengarse de las burlas de Matías al usar la palabra «boludo» (frase usada típicamente por Matías) contra él. En la segunda temporada suele cantar canciones famosas con su típico tono femenino, estirando los brazos hacia arriba. En el episodio Alejo vs. Mario Baracus aparece su doble opuesto, quien posee el carácter y apariencia de un hombre amenazante y masculino. También en la segunda temporada se reveló que tiene una hermana, llamada Judith, que sale con Matías. Es hincha de Boca Juniors.

### Matías Walterland
Conocido por su lenguaje obsceno y fuera de lugar, con frases ofensivas que reflejan el poco interés que tiene sobre los problemas de los demás, siendo la más característica «Me chupan la pija vo’ y tu vieja, boludo». Siempre que dice algo, lo dice directo y sin rodeos, aunque sea insultando a Gregory, su amigo y víctima habitual. Casi siempre sus frases terminan con la palabra «boludo», refiriéndose a su interlocutor. Antes de la serie, Matías trató de participar en varias películas pero no pudo participar en el reparto de muchas debido a su lenguaje obsceno, como el largometraje del Inspector Gadget, del que originalmente formó parte. En la segunda temporada se sabe que salía con Judith, la hermana de Gregory y, al parecer, ella le enseñó a hablar inglés. Es hincha de River Plate, usa una remera naranja, pantalones azules y zapatos blancos. En algunos episodios, como en "El Bar de Gregory", se revela que siempre anda armado con una ametralladora liviana, con la cual frenó una gresca que se había iniciado en el bar de su amigo durante ese capítulo.

### El Negro Trípode
Representa a la población marginal argentina. Desde pequeño, vendía droga. Su voz es de niño pequeño, tiene los dientes chuecos y aunque no es de raza negra, su nombre hace mención a cómo los argentinos llaman "negros" a los delincuentes de clase social baja que residen en Villas de Emergencia, o que no tienen casa y duermen en la calle. Usa de ropa una camisa rosada, pantalones negros y una gorra gris. Forma parte de una familia de ocho hermanos, todos ellos de padres diferentes, por lo que en sus apariciones siempre pide algún tipo de limosna a los personajes diciendo «Una monedita pa' (una causa), loco» o «¿No tené'...?». Su primera aparición fue en el episodio Volver al futurox, parodiando al alcalde de la película Volver al Futuro.

### Ricardo Gutiérrez
Tiene 22 años, usa camisa gris, pantalones azules y mide 1.80 m. Se dice que es Ricardo Montaner. Lleva una máscara para esconder su cara, su piel es de color amarillo pálido, tiene los ojos rojos y tiene rulos en la cabeza. Él suele actuar como el antagonista principal de la serie (aunque en algunos episodios actúa como personaje menor) y a veces la gente no le es fiel a los tratos con él, puesto que al final lo cagan. Su frase más célebre es «me cagó». Tiene un ratón que siempre «lo caga» y dice «el ratón me cagó» y cuando alguien más «lo caga», termina diciendo «este también me cagó», seguido de una risa similar a la del perro Patán. Puede ser que sea inmortal, ya que ha muerto en La Vieja y la Piedra (Parte 2) y revivió rápidamente. También muere en Darth Bastón, donde estaba en la explosión de la Estrella de la Muerte por culpa del Ratón, debido a que le dio a Carlitox los planos para destruir dicho lugar y en Floggerfield también muere, pero era solo un show que grababan.

## Escenarios
- Casa de Alejo y Valentina: Siempre aparece al principio de los episodios cuando un pajarito dice la introducción o alguno de sus comentarios.

Se puede ver una casa de paredes amarillas, techo rojo con letras que dicen «CASA» o «CASA NUEVA» a la derecha hay un gran tronco de lo que es un árbol que es tan alto que no se puede ver el final, dentro del árbol vive el pajarito. También se puede ver otro árbol a la izquierda de la casa y en el cielo una nube que detrás de esta se encuentra el sol. 
- Living: Es el escenario que más aparece en la serie. Se puede ver el sofá que tiene escrito «SOFÁ», una alfombra rosada, la TV que dice «TV» un cuadro en la pared en el lado izquierdo del sofá que dice «CUADRITO».

Aunque el living mostrado al completo incluye una computadora y una maceta con una flor a la derecha del sofá y un equipo de música, una mesita de luz con un teléfono encima, unas cortinas celestes con una ventana que a veces cambian de forma en algunos episodios.
- Cocina: Es uno de los escenarios que menos aparece en la serie. Aparece en Especial de Terror, Locura Extraordinaria, El Exorcista (Especial de Terror extended), Salgamos Afuera (Locura Extraordinaria extended) y Hay que tener sexo.

- Dormitorio: Es otro de los escenarios que menos aparecen en la serie. En la habitación hay una cama de doble plaza con dos mesas de luz con lámparas.

- Baño: Este podría ser el escenario que menos aparece en la serie. En ella se encuentra un inodoro, un espejo con un botiquín de emergencia, una bañadera, una pileta, un dispensador de papel higiénico y toallero. Tiene azulejos celestes con el tamaño de un baño antiguo y el piso con baldosas grandes de color celeste claro.

- Auto: Pertenece a Carlitox y aparece en algunos capítulos de la primera temporada. En el vidrio aparece escrito «AUTO».

- Casa de Carlitox: Es una foto sacada a una casa de verdad, hizo unas cuantas apariciones en la cuarta temporada.

Según la imagen parece que la casa está ubicada a las afueras de la ciudad, entre el monte.
- Comedor de la casa de Carlitox: Es una habitación grande, con una larga mesa en forma vertical y un televisor.

En algunos episodios la mesa es más corta y está en forma horizontal, la televisión no está, en la esquina superior izquierda hay una computadora y en la otra esquina hay una puerta que puede comunicar con la cocina.
- Casa del Viejo del Bastón: Se encuentra sobre la ciudad y encima de la puerta tiene escrito «VIEJO».

Ha aparecido en muy pocos episodios, la mayoría en la primera y segunda temporada.

## Producción
Alejo y Valentina fue creada en 2002 por Alejandro Szykula, en la página web LoCoArts, desarrollada en Macromedia Flash. Comenzó siendo exhibida en internet, y durante los siguientes años, hasta el 2005, ganó notoria fama en varios países de habla hispana, en diferentes países latinoamericanos.
La serie contó originalmente con dos temporadas en internet: una con diez episodios y otra con seis. Y con los años fue alcanzando gran popularidad. En el año 2004 se incorpora Pablo Zimmerman como productor de la serie y representante comercial. En ese mismo año el conductor Marcelo Tinelli propone incluir la serie en su programa Videomatch. Tinelli anunció la serie al aire transmitiendo un fragmento del capítulo web «MC King» pero debido a problemas con la producción del programa e incumplimientos en los plazos de realización el proyecto finalmente no se concretó.
Luego de la experiencia fallida con VideoMatch, Pablo Zimmerman, contacta a Adrián Peralta (dibujante y director de animación) para armar un equipo de producción para la serie y así evitar futuros problemas en la realización.
En 2005, Alejo y Valentina tiene una nueva oportunidad, MTV Latinoamérica se interesa por la serie y encarga la realización de 13 capítulos nuevos pero exige que cada capítulo tenga una duración obligatoria de 24 minutos.
Esta vez Alejo y Valentina ya contaba con un equipo de realización compuesto por:
- Adrian Peralta: Director, Dibujante y Guionista
- Pablo Zimmerman: Productor general
- Julián Castro, Marcos de Cousandier y Camilo Rodríguez: Directores de animación y animadores
- Paula Llompart y Martin Urquijo: Guionistas
- Alan Cabré: Redes Sociales

La incorporación de este equipo, sumado a la exigencia de una mayor duración de los capítulos de parte de MTV, hace que la estructura argumental y la estética de la serie tengan algunos cambios. La mayor duración en los guiones hace que las historias tengan una estructura más clásica de principio, nudo y desenlace, uno o dos nudos de conflicto por resolver, etc. La extensión de los primeros guiones de capítulos ya existentes como “Matris” y “Volver al Futurox” además de escribir nuevos capítulos desde cero estuvo a cargo de Paula Llompart y Adrián Peralta.
En estos nuevos guiones se profundizaron las personalidades e interacciones de los personajes, comienzan a tener más protagonismo personajes como Gregory y Matías (originalmente extras de fondo) y El Viejo del bastón y Carlitox.
En cuanto a la animación y la gráfica, los personajes tienen más movimientos además de los 4 o 5 característicos que venían teniendo, estos nuevos movimientos también hace que los personajes tengan , por decirlo de alguna manera, más riqueza interpretativa, empiezan a tener más recursos de actuación, aunque se conserva la idea de que los personajes siempre tengan un único gesto en el rostro, lo que hace mayor el desafío de animación para hacerlos actuar y mostrar diferentes emociones. Estos cambios en la animación estuvieron a cargo de Julián Castro, Marcos de Cousandier y Camilo Rodríguez.
Con todos estos cambios en guion y animación llegan los primeros 13 capítulos a la pantalla de MTV.
Sus primeras apariciones en MTV fueron al final del programa "Los 10 + Pedidos" a finales de 2005 y principios de 2006, siendo los cortos que se vieron en internet. La primera temporada se estrena a finales de ese mismo año dentro del bloque animado 'Animatosis' resultando un éxito en su franja horaria superando en audiencia a los otros contenidos animados del canal como South Park y Celebrity Deathmatch.
Debido a su éxito MTV encarga la realización de una segunda temporada. En esta segunda temporada se mantiene el mismo equipo de realización, pero se incorpora Martin Urquijo como nuevo guionista del equipo
La segunda temporada (transmitida por MTV) tuvo un doblaje en México, que se transmitió solo para ese país con las voces de Miguel Ángel Palomera, Marisol Garza, Liliana Flores y Gabriel Ramos, el cual fue fuertemente criticado. En el resto de Latinoamérica se usó la versión original con todas las voces interpretadas por Alejandro Szykula. 
La serie llegó a tener 4 temporadas, manteniendo siempre los niveles de audiencia de la franja por encima de los otros contenidos animados. Sin embargo una vez finalizada la cuarta temporada, siempre realizada por el mismo equipo (Adrián Peralta- Dirección; Pablo Zimmerman- Producción; Julián Castro, Camilo Rodríguez y Marcos de Cousandier- Dirección de animación; Paula Llompart y Martin Urquijo- Guion) los episodios para televisión se dejaron de producir porque no se llegó a un acuerdo para una 5.ª temporada. Szykula confiesa que no estuvo conforme con la mayoría de los episodios realizados para MTV, aunque a pesar de eso la serie obtuvo más seguidores, ya que antes se limitaba solo al público de Internet.
En septiembre de 2012 Szykula anunció por la web oficial de la serie una nueva temporada escrita y animada por el mismo, la cual sería transmitida sin censura en Youtube. Durante 2014 se estrenaron en Youtube los episodios 18 y 19 (continuación de las temporadas web) con un final que indicaba el comienzo de algo nuevo (nacía Robert, el hijo de Alejo y Valentina). Al mismo tiempo, también se estrenó en Youtube un capítulo especial, parodia de la película argentina Pizza, birra, faso. En agosto de 2016 Szykula mostró adelantos por sus redes sociales y confirmó tener preparados 10 episodios nuevos para ser estrenados en la Web como la "Nueva Era" de A&V pero nunca se realizaron.
La serie se caracteriza por su estilo de animación simplista, con los personajes mirando hacia delante (cierta similitud que mantiene con South Park); por sus modismos exagerados del habla de Argentina, los argumentos y en especial el tipo de humor (de corte absurdo y muchas veces basado en parodias de famosas películas) lo que contribuye a darle gran parte su comicidad a la serie.
Ha contado con la aparición especial de Humberto Vélez (quien interpretaba la voz de Homero Simpson en la serie animada estadounidense Los Simpson para Latinoamérica, desde la temporada 1 hasta la temporada 15 y desde la temporada 32), en el episodio Almorzando con Carlitox. Otros invitados especiales incluyeron figuras conocidas de la farándula argentina, como el Doctor Socolinsky (en el episodio de Locura Extraordinaria y Salgamos Afuera); Ignacio Copani (en el episodio Almorzando con Carlitox); Julian Weich (en La Vieja y la Piedra (parte 2)); Guillermo Francella (en el capítulo especial Proyecto Escolar); Dante Spinetta (en ¿Que saltás, loco?); Teto Medina (en algunos episodios pero en forma animada); Gustavo «Cucho» Parisi de Los Auténticos Decadentes (en La Fábrica de Cucho Mate) y la banda de rock Kapanga (en La Verdad de la Milanga).
Desde la finalización de la cuarta temporada, en 2010, no se produjeron nuevos capítulos hasta la publicación en 2016- 2017 de los episodios cortos 18 y 19 realizados por Szykula y luego nunca volvió a producirse nuevo material hasta que en el 2019 Adrian Peralta y Alejandro Szykula se vuelven a reunir y surge la idea de hacer “algo” con Alejo y Valentina, pero sin intenciones de plantearlo como un regreso de la serie. Sin embargo, al comentárselo a Pablo Zimmerman, como algo casual, este decide volver a producir la serie, esta vez de manera totalmente independiente y sin presiones de duración de guiones o censuras o modificaciones impuestas por MTV.
Adrián Peralta contacta a Julián Castro, a Marcos de Cousander y a Camilo Rodríguez (Directores de animación) y a Paula Llompárt (guionista) para comentarles la idea y todos deciden volver a hacerlo. Se vuelve a reunir así el equipo original de Alejo y Valentina y, casi sin pensarlo, se empiezan a sumar al proyecto youtubers como Marito Baracus, el Demente, etc., para participar.
Al tiempo de estar realizando estos nuevos capítulos, Pablo Zimmerman se contacta con Adrian Garelik, CEO de una nueva plataforma digital de contenidos llamada Flixxo.
Flixxo compra la temporada nueva más las 4 anteriores de MTV para tener como contenido exclusivo de su plataforma. Se anuncia el regreso de Alejo y Valentina para 2020 con 26 nuevos capítulos, distribuidos en dos temporadas nuevas.
El 29 de junio de 2020 se estrena por Flixxo el primer capítulo de la nueva temporada de Alejo y Valentina, con capítulos de una duración de entre 5 y 15 min, sin restricción de duración ni censura alguna. El título del primer capítulo es: “Alguien es el octavo pasajero” (parodia de la película Alien).
Los títulos de la nueva temporada de Alejo y Valentina son:
- 01. Alguien es el octavo pasajero
- 02. La maldición del Italpark
- 03. Los recontraavengers
- 04. Alejo y Valentina contra los tomates perita
- 05. It el yosapa comepibes (con la participación de Marito Baracus)
- 06. Valenticia en el país recajetilla
- 07. Breaking Viteh 1
- 08. Breaking Viteh 2
- 09. El bar de Gregory 2
- 10. La historia con fin
- 11. Greg-Man
- 12. Iluminatti 1 (con la participación del Demente, el Pato Benegas y Milton Re)
- 13. Iluminatti 2 (con la participación del Demente, el Pato Benegas y Milton Re)